# Băieți deștepți
Băieți deștepți este un termen folosit în presă pentru a desemna oameni de afaceri care realizează beneficii uriașe într-un mod necinstit, în majoritatea cazurilor prin contracte cu statul, în care statul iese păgubaș.
Sintagma de „băieți deștepți“ a fost lansată de către Traian Băsescu, care în 2005, la câteva luni de la preluarea primului mandat de președinte al României, a tras un semnal de alarmă cu privire la contracte încheiate de Hidroelectrica la prețuri preferențiale cu diverse firme, care ulterior vindeau energia hidro către companii sau instituții de stat la prețuri mult mai mari.